# José Mário Crispim
José Mário Crispim, mais conhecido como Zé Mário (Sales Oliveira, 16 de maio de 1954) é um treinador e ex-futebolista brasileiro que atuava como volante.

## Carreira

### Futebolista
Filho de José Crispim e Nair de Paula Crispim, sua família mudou para Ribeirão Preto, onde começou a despontar jogando na equipe amadora do Juventude Católica.
Tentou a sorte no Comercial, onde foi aprovado, mas como o clube não disputava nem uma competição amadora, ficou por cerca de seis meses em 1970 e se mudou para o arquirrival Botafogo-SP. Com 15 anos, Zé Mário disputou o campeonato juvenil pelo Botafogo, onde foi campeão, se destacou e foi levado ao Noroeste de Bauru, em 1971.
Atuando pelo Noroeste, ganhou reconhecimento e foi convocado para a Seleção Brasileira de Juniores que faturou o título Sul-Americano em 1974, no Chile.
Como o Noroeste não tinha recursos financeiros para segurar a jovem promessa, foi contratado pelo Palmeiras em janeiro de 1975 por 90 mil cruzeiros. Na primeira avaliação médica realizada no Parque Antártica, Zé Mário foi informado da necessidade de ganhar peso e musculatura. Estreou em 14 de fevereiro daquele ano, em amistoso contra o Yanmar Cerezo Osaka. Amargou a reserva de Ademir da Guia por algum tempo e logo foi emprestado ao Santos.
No Santos, participou da partida de despedida de Pelé em 1º de outubro de 1977, nos Estados Unidos. Zé Mario atuou no Santos em 1976 e 1977, atuando em 56 partidas e marcou 1 gol.
Emprestado ao Botafogo-SP, no primeiro semestre de 1977, sagrou-se campeão da Taça Cidade de São Paulo, equivalente ao primeiro turno do Campeonato Paulista, onde marcou 7 gols e foi um dos destaques do time ao lado de Sócrates.
Voltou para o Verdão, onde ficou até 1980, fez 115 jogos (61 vitórias, 29 empates, 25 derrotas) e marcou 19 gols.
Em 1980, seu passe foi negociado com a Ponte Preta. Pela Macaca, participou da campanha do vice-campeonato paulista de 1981, ano em que também foi premiado com a Bola de Prata da revista Placar.
Entre 1983 e 1984, atuou pelo São Paulo.
Zé Mário jogou também pelo Uberlândia (MG), Francana (SP) e Juventus (SP).

### Fora dos campos
Em 1996, comandou o Botafogo-SP que foi vice-campeão da Série C e conquistou o acesso à Série B do Campeonato Brasileiro.
Em 2001, comandou o Botafogo-SP no Brasileirão.
Em 2004, Crispim comandou o Botafogo-SP sub-20 e o principal na Copa Paulista.
Quando Emerson Leão assumiu o Palmeiras em 2005, colocou Zé Mário para comandar o time de juniores, onde ficou até abril de 2006.
Assumiu o Paulista de Jundiaí em 2008.
Em maio de 2012, assume como gerente de futebol do Botafogo-SP. Foi dispensado do cargo em julho de 2013.
De novembro de 2019 à fevereiro de 2020, foi auxiliar-técnico de Régis Angeli no Rio Preto.

### Títulos
Seleção Brasileira Sub-20
- Campeonato Sul-Americano de Futebol Sub-20: 1974

Palmeiras
- Campeonato Paulista: 1976

Botafogo-SP
- Taça Cidade de São Paulo: 1977[7]